# Ryōhei Michibuchi
Ryōhei Michibuchi (道渕 諒平 Michibuchi Ryōhei?, nacido el 16 de junio de 1994 en Miyagi) es un futbolista japonés que se desempeña como centrocampista en el Vegalta Sendai de la J1 League.

## Trayectoria

### Clubes
| Club           | País  | Año         |
| -------------- | ----- | ----------- |
| Ventforet Kofu | Japón | 2017 - 2018 |
| Vegalta Sendai | Japón | 2019 -      |

## Estadística de carrera

### J. League
| Club           | Año   | J. League | J. League | Copa J. League | Copa J. League | Total | Total |
| Club           | Año   | Part.     | Goles     | Part.          | Goles          | Part. | Goles |
| -------------- | ----- | --------- | --------- | -------------- | -------------- | ----- | ----- |
| Ventforet Kofu | 2017  | 4         | 0         | 6              | 0              | 10    | 0     |
| Total          | Total | 4         | 0         | 6              | 0              | 10    | 0     |